# 유로파의 충돌구 목록
이 목록은 목성의 위성인 유로파의 명명된 충돌구들의 목록이다. 대부분의 지명은 켈트 신화에서 왔다.
| 충돌구     | 어원                 |
| ---------- | -------------------- |
| 아네       | 아네                 |
| 아메르긴   | 아메르긴 막 에키트   |
| 앵거스     | 앙구스               |
| 아바그듀   | 아바그듀             |
| 발로르     | 발로르               |
| 브리이드   | 브리이드             |
| 카물루스   | 카물루스             |
| 킬릭스     | 킬릭스               |
| 클리오드나 | 클리오드나           |
| 코르막     | 코르막 막 아르트     |
| 데르드러   | 데르드러             |
| 디어머드   | 디어머드 우어 두브너 |
| 딜란       | 딜란 아일 돈         |
| 엘라하     | 엘라하               |
| 고반난     | 고판논               |
| 그라너     | 그라너               |
| 그위디온   | 그위디온             |
| 리르       | 리르 렌댜이스        |
| 맬 두인    | 맬 두인              |
| 메이브     | 메이브               |
| 마난난     | 마난난 막 레르       |
| 마스       | 마스 팝 마소느위     |
| 모르프란   | 모르프란             |
| 냐브       | 니어브               |
| 오신       | 오신 막 핀           |
| 프래데이리 | 프라데이리           |
| 프윌       | 프윌                 |
| 리아논     | 리아논               |
| 탈리에신   | 탈리에신             |
| 테기드     | 테기드 포엘          |
| 우어흐너   | 우어흐너             |

## 같이 보기
- 유로파의 지질 구조 목록
- 유로파의 선 목록